# 2. Division 2017-2018
La 2. Division 2017-2018 è la 17ª edizione della terza categoria del campionato danese di calcio.

## Stagione

### Novità
Al termine della stagione 2016-2017, l'Holbæk, il Svendborg, il Vejgaard, e il Fredensborg sono state retrocesse, mentre il Brabrand e il Thisted sono approdate in 1. Division. Al loro posto sono state promosse dalla 2. Division l'Hillerød, lo Skovshoved, il Lyseng, e il Ringkøbing, e sono state retrocesse dalla 1. Division l'AB e il Næstved.

## Formula
Le 24 squadre partecipanti si dividono in 3 gruppi da 8 squadre le quali affrontano in gironi di andata-ritorno, per un totale di 14 giornate. 
Le prime quattro di ogni girone si affronteranno in un girone di andata-ritorno da 12 squadre; la prima e la seconda classificate verranno promosse in 1. Division.
Le ultime quattro di ogni girone si affronteranno in un girone di andata-ritorno da 12 squadre; le ultime 4 classificate classificate verranno retrocesse.

## Prima fase

### Girone A

#### Squadre partecipanti
| Club       | Stagione | Città      | Stadio                |
| ---------- | -------- | ---------- | --------------------- |
| AB         | dettagli | Gladsaxe   | Gladsaxe Stadium      |
| B.93       | dettagli | Copenaghen | Østerbro Stadion      |
| Brønshøj   | dettagli | Copenaghen | Tingbjerg Ground      |
| Frem       | dettagli | Copenaghen | Valby Idrætspark      |
| Hillerød   | dettagli | Hillerød   |                       |
| Hvidovre   | dettagli | Hvidovre   | Hvidovre Stadion      |
| Næstved    | dettagli | Næstved    | Næstved Stadion       |
| Skovshoved | dettagli | Copenaghen | Skovshoved Idrætspark |

#### Classifica
|  | Pos. | Squadra    | Pt | G  | V  | N | P | GF | GS | DR  |
|  | ---- | ---------- | -- | -- | -- | - | - | -- | -- | --- |
|  | 1.   | Hvidovre   | 35 | 14 | 11 | 2 | 1 | 30 | 15 | +25 |
|  | 2.   | Næstved    | 24 | 13 | 7  | 3 | 4 | 26 | 20 | +6  |
|  | 3.   | Skovshoved | 21 | 14 | 6  | 3 | 5 | 28 | 25 | +3  |
|  | 4.   | Frem       | 20 | 14 | 5  | 5 | 4 | 29 | 26 | +3  |
|  | 5.   | B.93       | 18 | 14 | 5  | 3 | 6 | 24 | 26 | -2  |
|  | 6.   | AB         | 14 | 14 | 3  | 5 | 6 | 21 | 23 | -2  |
|  | 7.   | Brønshøj   | 13 | 14 | 4  | 1 | 9 | 14 | 30 | -16 |
|  | 8.   | Hillerød   | 10 | 14 | 2  | 4 | 8 | 18 | 35 | -17 |

Legenda:
      ammesso al gruppo promozione
      ammesso al gruppo retrocessione
Note:

Tre punti a vittoria, uno a pareggio, zero a sconfitta.

#### Risultati
|            | AB   | B93  | Bro  | Fre  | Hil  | Hvi  | Nae  | Sko  |
| ---------- | ---- | ---- | ---- | ---- | ---- | ---- | ---- | ---- |
| AB         | –––– | 1-1  | 3-0  | 0-1  | 2-0  | 2-2  | 1-1  | 3-3  |
| B.93       | 2-1  | –––– | 1-0  | 2-5  | 6-0  | 4-1  | 1-5  | 0-0  |
| Brønshøj   | 0-1  | 3-1  | –––– | 0-3  | 2-1  | 1-5  | 2-1  | 0-2  |
| Frem       | 4-3  | 3-3  | 3-3  | –––– | 2-2  | 0-2  | 0-1  | 5-1  |
| Hillerød   | 2-1  | 3-1  | 0-2  | 2-2  | –––– | 0-1  | 2-2  | 1-3  |
| Hvidovre   | 2-0  | 2-1  | 4-0  | 5-0  | 3-3  | –––– | 3-0  | 3-2  |
| Næstved    | 1-1  | 2-0  | 2-1  | 1-0  | 5-2  | 1-2  | –––– | 1-3  |
| Skovshoved | 4-2  | 0-1  | 3-0  | 1-1  | 3-0  | 1-5  | 2-3  | –––– |

#### Record
- Maggior numero di vittorie:  Hvidovre 11
- Minor numero di vittorie:  Hillerød 2
- Maggior numero di pareggi:  Frem e  AB 5
- Minor numero di pareggi: Brønshøj 1
- Maggior numero di sconfitte:  Brønshøj 9
- Minor numero di sconfitte:  Hvidovre 1
- Miglior attaccoː  Hvidovre 30 gol fatti
- Peggior attacco: Brønshøj 14 gol fatti
- Miglior difesa:  Hvidovre 15 gol subiti
- Peggior difesa:  Hillerød 35 gol subiti
- Miglior differenza reti:  Hvidovre +25
- Peggior differenza reti: Hillerød -17

### Girone B

#### Squadre partecipanti
| Club       | Stagione | Città      | Stadio                  |
| ---------- | -------- | ---------- | ----------------------- |
| Avarta     | dettagli | Rødovre    | Espelundens Idrætsanlæg |
| Dalum      | dettagli | Odense     | Dalum Stadion           |
| Greve      | dettagli | Greve      | Greve Idræts Center     |
| Hellerup   | dettagli | Gentofte   | Gentofte Stadion        |
| Kolding IF | dettagli | Kolding    | Kolding Stadion         |
| Marienlyst | dettagli | Odense     | Marienlystcentret       |
| Middelfart | dettagli | Middelfart | Middelfart Stadion      |
| Næsby      | dettagli | Odense     | Naesby Stadion          |

#### Classifica
|  | Pos. | Squadra    | Pt | G  | V | N | P  | GF | GS | DR  |
|  | ---- | ---------- | -- | -- | - | - | -- | -- | -- | --- |
|  | 1.   | Middelfart | 25 | 14 | 8 | 1 | 5  | 28 | 18 | +10 |
|  | 2.   | Avarta     | 25 | 14 | 7 | 4 | 3  | 28 | 21 | +7  |
|  | 3.   | Marienlyst | 24 | 14 | 7 | 3 | 4  | 25 | 16 | +9  |
|  | 4.   | Kolding IF | 24 | 14 | 7 | 3 | 4  | 20 | 18 | +2  |
|  | 5.   | Hellerup   | 24 | 14 | 7 | 3 | 4  | 26 | 25 | +1  |
|  | 6.   | Dalum      | 17 | 14 | 5 | 2 | 7  | 24 | 23 | +1  |
|  | 7.   | Greve      | 16 | 14 | 4 | 4 | 6  | 22 | 27 | -5  |
|  | 8.   | Næsby      | 2  | 14 | 0 | 2 | 12 | 13 | 38 | -25 |

Legenda:
      ammesso al gruppo promozione
      ammesso al gruppo retrocessione
Note:

Tre punti a vittoria, uno a pareggio, zero a sconfitta.

#### Risultati
|            | Ava  | Dal  | Gre  | Hel  | Kol  | Mar  | Mid  | Nae  |
| ---------- | ---- | ---- | ---- | ---- | ---- | ---- | ---- | ---- |
| Avarta     | –––– | 2-1  | 2-1  | 0-2  | 1-1  | 1-2  | 3-1  | 3-0  |
| Dalum      | 1-2  | –––– | 6-0  | 0-2  | 1-4  | 1-1  | 0-2  | 3-2  |
| Greve      | 1-1  | 2-2  | –––– | 4-2  | 0-1  | 0-2  | 3-0  | 2-1  |
| Hellerup   | 1-1  | 2-0  | 4-4  | –––– | 4-1  | 1-0  | 0-0  | 4-3  |
| Kolding IF | 3-3  | 1-2  | 2-1  | 2-1  | –––– | 2-0  | 2-1  | 1-0  |
| Marienlyst | 3-4  | 0-2  | 0-0  | 5-0  | 2-0  | –––– | 3-1  | 1-1  |
| Middelfart | 2-0  | 2-1  | 4-3  | 3-0  | 2-0  | 2-3  | –––– | 4-0  |
| Næsby      | 2-5  | 1-4  | 0-1  | 2-3  | 0-0  | 1-3  | 0-4  | –––– |

#### Record
- Maggior numero di vittorie:  Middelfart  8
- Minor numero di vittorie:  Næsby  0
- Maggior numero di pareggi:  Avarta e  Greve  4
- Minor numero di pareggi: Middelfart  1
- Maggior numero di sconfitte:  Næsby  12
- Minor numero di sconfitte:  Avarta  3
- Miglior attaccoː  Middelfart e  Avarta  28 gol fatti
- Peggior attacco: Næsby  13 gol fatti
- Miglior difesa:  Marienlyst  16 gol subiti
- Peggior difesa:  Næsby  38 gol subiti
- Miglior differenza reti:  Middelfart  +10
- Peggior differenza reti: Næsby  -25

### Girone C

#### Squadre partecipanti
| Club          | Stagione | Città      | Stadio             |
| ------------- | -------- | ---------- | ------------------ |
| Aarhus Fremad | dettagli | Aarhus     | Riisvangen Stadion |
| Jammerbugt    | dettagli | Jammerbugt | Jetsmark Stadion   |
| Kjellerup     | dettagli | Kjellerup  | Bjerget Stadium    |
| Lyseng        | dettagli | Aarhus     |                    |
| Odder IGF     | dettagli | Odder      | Odder Stadion      |
| Ringkøbing    | dettagli | Ringkøbing | Alkjær Stadion     |
| Sydvest       | dettagli | Tønder     | Botti Stadium      |
| VSK Aarhus    | dettagli | Aarhus     | Vejlby Stadion     |

#### Classifica
|  | Pos. | Squadra       | Pt | G  | V | N | P | GF | GS | DR  |
|  | ---- | ------------- | -- | -- | - | - | - | -- | -- | --- |
|  | 1.   | Jammerbugt    | 29 | 14 | 9 | 2 | 3 | 27 | 15 | +12 |
|  | 2.   | Sydvest       | 25 | 14 | 7 | 4 | 3 | 30 | 23 | +7  |
|  | 3.   | Kjellerup     | 24 | 14 | 7 | 3 | 4 | 21 | 15 | +6  |
|  | 4.   | Ringkøbing    | 21 | 14 | 6 | 3 | 5 | 24 | 23 | +1  |
|  | 5.   | Aarhus Fremad | 18 | 14 | 5 | 3 | 6 | 15 | 17 | -2  |
|  | 5.   | VSK Aarhus    | 14 | 14 | 4 | 2 | 8 | 22 | 27 | -5  |
|  | 7.   | Lyseng        | 13 | 14 | 3 | 4 | 7 | 16 | 24 | -8  |
|  | 8.   | Odder IGF     | 7  | 14 | 4 | 1 | 9 | 21 | 32 | -11 |

Legenda:
      ammesso al gruppo promozione
      ammesso al gruppo retrocessione
Note:

Tre punti a vittoria, uno a pareggio, zero a sconfitta.

#### Risultati
|               | Aar  | Jam  | Kje  | Lys  | Odd  | Rin  | Syd  | VSK  |
| ------------- | ---- | ---- | ---- | ---- | ---- | ---- | ---- | ---- |
| Aarhus Fremad | –––– | 0-2  | 0-0  | 5-0  | 2-2  | 0-2  | 1-1  | 2-0  |
| Jammerbugt    | 4-1  | –––– | 3-0  | 1-1  | 3-2  | 4-2  | 1-1  | 2-0  |
| Kjellerup     | 2-0  | 2-0  | –––– | 1-2  | 2-1  | 1-0  | 4-0  | 2-3  |
| Lyseng        | 0-1  | 1-2  | 1-1  | –––– | 2-3  | 3-0  | 2-3  | 0-2  |
| Odder IGF     | 1-0  | 0-2  | 1-2  | 2-0  | –––– | 1-2  | 2-3  | 4-2  |
| Ringkøbing    | 0-1  | 3-1  | 2-2  | 1-1  | 2-0  | –––– | 3-2  | 4-2  |
| Sydvest       | 3-1  | 2-1  | 0-1  | 1-1  | 6-1  | 3-1  | –––– | 1-1  |
| VSK Aarhus    | 0-1  | 0-1  | 2-1  | 1-2  | 4-1  | 2-2  | 3-4  | –––– |

#### Record
- Maggior numero di vittorie:  Jammerbugt  9
- Minor numero di vittorie:  Lyseng  3
- Maggior numero di pareggi:  Sydvest e  Lyseng  4
- Minor numero di pareggi: Odder IGF  1
- Maggior numero di sconfitte:  Odder IGF  9
- Minor numero di sconfitte:  Jammerbugt e  Sydvest  3
- Miglior attaccoː  Sydvest  30 gol fatti
- Peggior attacco: Lyseng  16 gol fatti
- Miglior difesa:  Jammerbugt e  Kjellerup  15 gol subiti
- Peggior difesa:  Odder IGF  32 gol subiti
- Miglior differenza reti:  Jammerbugt  +12
- Peggior differenza reti: Odder IGF  -11

### Statistiche prima fase
- Maggior numero di vittorie:  Hvidovre  11
- Minor numero di vittorie:  Næsby  0
- Maggior numero di pareggi:  Frem e  AB  5
- Minor numero di pareggi: Odder IGF,  Brønshøj e  Middelfart  1
- Maggior numero di sconfitte:  Næsby  12
- Minor numero di sconfitte:  Hvidovre  1
- Miglior attaccoː  Sydvest e  Hvidovre  30 gol fatti
- Peggior attacco: Næsby  13 gol fatti
- Miglior difesa:  Jammerbugt,  Hvidovre e  Kjellerup  15 gol subiti
- Peggior difesa:  Hillerød 35 gol subiti
- Miglior differenza reti:  Hvidovre  +25
- Peggior differenza reti: Næsby  -25
- Miglior marcatore:Nicolaj Agger ( Hvidovre), Daniel "Elly" Pedersen ( Frem), Rasmus Tangvig Sørensen ( Greve)  e Rune Nautrup ( Kolding IF)  11 gol fatti
- Maggior numero di gol in un incontro:  Hellerup 4-4  Greve[5]
- Maggior numero di spettatori in un incontro:  Hvidovre 5-0  Frem 1.511 spettatori[6]
- Minor numero di spettatori in un incontro:  Greve 2-2  Dalum 76 spettatori[7]

## Seconda fase

### Gruppo promozione
Le prime quattro di ogni girone della prima fase si affrontano in un girone di andata e ritorno per un totale di 22 partite.
Le prime due classificate accederanno alla 1. Division 2018-2019.

#### Squadre partecipanti
| Girone |            |         |            |            |
| ------ | ---------- | ------- | ---------- | ---------- |
| A      | Hvidovre   | Næstved | Skovshoved | Frem       |
| B      | Middelfart | Avarta  | Marienlyst | Kolding IF |
| C      | Jammerbugt | Sydvest | Kjellerup  | Ringkøbing |

#### Classifica
Ad ogni squadra vengono attribuite i punti e le statistiche solo ed esclusivamente raccolte affrontando le altre tre squadre del proprio girone che nella seconda fase disputano il gruppo promozione. Le squadre che hanno disputato lo stesso girone non si affronteranno.
|  | Pos. | Squadra    | Pt | G  | V  | N | P  | GF | GS | DR  |
|  | ---- | ---------- | -- | -- | -- | - | -- | -- | -- | --- |
|  | 1.   | Hvidovre   | 45 | 22 | 17 | 3 | 2  | 62 | 18 | +44 |
|  | 2.   | Næstved    | 39 | 22 | 14 | 4 | 4  | 41 | 21 | +20 |
|  | 3.   | Jammerbugt | 32 | 22 | 11 | 5 | 6  | 35 | 26 | +9  |
|  | 4.   | Kjellerup  | 31 | 22 | 10 | 4 | 8  | 33 | 35 | -2  |
|  | 5.   | Kolding    | 27 | 22 | 9  | 6 | 7  | 28 | 28 | 0   |
|  | 6.   | Middelfart | 27 | 22 | 8  | 6 | 8  | 38 | 36 | +2  |
|  | 7.   | Marienlyst | 26 | 22 | 8  | 3 | 11 | 32 | 46 | -14 |
|  | 8.   | Skovshoved | 22 | 22 | 8  | 2 | 12 | 34 | 37 | -3  |
|  | 9.   | Frem       | 20 | 22 | 7  | 4 | 11 | 29 | 30 | -1  |
|  | 10.  | Ringkøbing | 20 | 22 | 6  | 4 | 12 | 33 | 47 | -14 |
|  | 11.  | Avarta     | 18 | 22 | 5  | 6 | 11 | 32 | 44 | -12 |
|  | 12.  | Sydvest    | 11 | 22 | 3  | 5 | 14 | 20 | 49 | -29 |

Legenda:
      Promosso in 1. Division
Note:

Tre punti a vittoria, uno a pareggio, zero a sconfitta.

#### Risultati
|            | Ava  | Fre  | Hvi  | Jam  | Kje  | Kol  | Mar  | Mid  | Nae  | Rin  | Syd  | Sko  |
| ---------- | ---- | ---- | ---- | ---- | ---- | ---- | ---- | ---- | ---- | ---- | ---- | ---- |
| Avarta     | –––– | 1-1  | 0-2  | 2-3  | 1-0  | X    | X    | X    | 0-3  | 2-2  | 3-0  | 3-2  |
| Frem       | 2-1  | –––– | X    | 0-1  | 1-2  | 1-0  | 1-1  | 1-0  | X    | 1-2  | 2-0  | X    |
| Hvidovre   | 4-1  | X    | –––– | 2-0  | 2-2  | 4-1  | 4-1  | 3-1  | X    | 3-1  | 1-1  | X    |
| Jammerbugt | 1-0  | 2-1  | 0-1  | –––– | X    | 3-0  | 3-1  | 2-2  | 0-2  | X    | X    | 1-0  |
| Kjellerup  | 3-0  | 1-5  | 2-1  | X    | –––– | 1-3  | 2-1  | 1-2  | 2-1  | X    | X    | 0-2  |
| Kolding    | X    | 2-1  | 0-0  | 1-1  | 1-1  | –––– | X    | X    | 2-3  | 2-1  | 2-0  | 2-0  |
| Marienlyst | X    | 3-2  | 1-4  | 0-3  | 2-1  | X    | –––– | X    | 2-2  | 1-3  | 2-1  | 0-4  |
| Middelfart | X    | 1-1  | 3-2  | 1-1  | 7-3  | X    | X    | –––– | 1-2  | 1-1  | 4-0  | 0-0  |
| Næstved    | 2-0  | X    | X    | 1-1  | 1-1  | 2-0  | 1-1  | 4-0  | –––– | 2-0  | 2-0  | X    |
| Ringkøbing | 3-3  | 2-1  | 0-5  | X    | X    | 0-2  | 3-0  | 2-3  | 0-3  | –––– | X    | 1-2  |
| Sydvest    | 2-2  | 0-2  | 0-4  | X    | X    | 1-1  | 0-3  | 2-2  | 1-3  | X    | –––– | 3-2  |
| Skovshoved | 2-1  | X    | X    | 2-3  | 0-1  | 0-1  | 2-0  | 0-1  | X    | 3-1  | 3-1  | –––– |

#### Record
- Maggior numero di vittorie:  Hvidovre 17
- Minor numero di vittorie:  Sydvest 3
- Maggior numero di pareggi:  Kolding,  Middelfart e  Avarta 6
- Minor numero di pareggi: Skovshoved 2
- Maggior numero di sconfitte:  Sydvest 14
- Minor numero di sconfitte:  Hvidovre 2
- Miglior attaccoː  Hvidovre 62 gol fatti
- Peggior attacco: Sydvest 20 gol fatti
- Miglior difesa:  Hvidovre 18 gol subiti
- Peggior difesa:  Sydvest 49 gol subiti
- Miglior differenza reti:  Hvidovre +44
- Peggior differenza reti: Sydvest -29

### Gruppo retrocessione
Le prime quattro di ogni girone della prima fase si affrontano in un girone di andata e ritorno per un totale di 22 partite.
Le ultime quattro classificate retrocederanno in Danmarksserien 2018-2019.

#### Squadre partecipanti
| Girone |               |            |          |           |
| ------ | ------------- | ---------- | -------- | --------- |
| A      | B.93          | AB         | Brønshøj | Hillerød  |
| B      | Hellerup      | Dalum      | Greve    | Næsby     |
| C      | Aarhus Fremad | VSK Aarhus | Lyseng   | Odder IGF |

#### Classifica
Ad ogni squadra vengono attribuite i punti e le statistiche solo ed esclusivamente raccolte affrontando le altre tre squadre del proprio girone che nella seconda fase disputano il gruppo retrocessione. Le squadre che hanno disputato lo stesso girone non si affronteranno.
|  | Pos. | Squadra       | Pt | G  | V  | N | P  | GF | GS | DR  |
|  | ---- | ------------- | -- | -- | -- | - | -- | -- | -- | --- |
|  | 1.   | Hellerup      | 51 | 22 | 16 | 3 | 3  | 55 | 33 | +22 |
|  | 2.   | AB            | 38 | 22 | 10 | 8 | 4  | 36 | 22 | +14 |
|  | 3.   | Aarhus Fremad | 35 | 22 | 11 | 4 | 7  | 34 | 29 | +5  |
|  | 4.   | B.93          | 35 | 22 | 10 | 5 | 7  | 40 | 30 | +10 |
|  | 5.   | Hillerød      | 34 | 22 | 11 | 1 | 10 | 47 | 40 | +7  |
|  | 6.   | Brønshøj      | 32 | 22 | 8  | 8 | 6  | 41 | 30 | +11 |
|  | 7.   | Dalum         | 30 | 22 | 9  | 3 | 10 | 33 | 35 | -2  |
|  | 8.   | Odder IGF     | 30 | 22 | 8  | 6 | 8  | 33 | 40 | -7  |
|  | 9.   | Greve         | 28 | 22 | 7  | 7 | 8  | 41 | 47 | -6  |
|  | 10.  | Næsby         | 27 | 22 | 8  | 3 | 11 | 45 | 46 | -1  |
|  | 11.  | VSK Aarhus    | 22 | 22 | 6  | 4 | 12 | 36 | 45 | -9  |
|  | 12.  | Lyseng        | 5  | 22 | 1  | 2 | 19 | 12 | 56 | -44 |

Legenda:
      Retrocesso in Danmarksserien
Note:

Tre punti a vittoria, uno a pareggio, zero a sconfitta.

#### Risultati
|               | AB   | Aar  | B93  | Bro  | Dal  | Gre  | Hel  | Hil  | Lys  | Nae  | Odd  | VSK  |
| ------------- | ---- | ---- | ---- | ---- | ---- | ---- | ---- | ---- | ---- | ---- | ---- | ---- |
| AB            | –––– | 1-1  |      |      | 1-0  |      | 0-0  |      | 2-1  |      | 2-2  | 1-1  |
| Aarhus Fremad | 1-2  | –––– | 1-1  | 2-1  |      | 3-0  | 0-1  |      |      | 3-2  |      |      |
| B.93          |      |      | –––– |      | 3-1  | 0-0  | 1-3  |      | 2-1  | 4-1  | 1-3  |      |
| Brønshøj      |      |      |      | –––– | 2-1  |      | 6-1  |      | 1-1  |      | 0-0  | 1-1  |
| Dalum         | 0-2  | 1-0  | 3-2  | 1-1  | –––– |      |      |      | 2-1  |      | 1-1  |      |
| Greve         | 2-2  | 0-1  | 3-0  | 2-2  |      | –––– |      | 4-5  |      |      |      | 5-4  |
| Hellerup      |      | 6-1  |      | 2-2  |      |      | –––– | 3-1  | 3-1  |      | 2-1  | 4-2  |
| Hillerød      |      | 1-2  |      |      | 6-0  | 6-1  |      | –––– | 4-1  | 1-0  |      | 2-0  |
| Lyseng        | 0-4  |      |      |      | 0-2  | 0-0  | 0-2  | 0-3  | –––– | 1-2  |      |      |
| Næsby         | 0-2  | 4-1  | 2-2  | 3-1  |      |      |      | 2-1  |      | –––– | 3-3  | 1-0  |
| Odder IGF     | 1-1  |      | 1-4  | 1-0  |      | 1-0  | 0-4  | 1-3  |      |      | –––– |      |
| VSK Aarhus    |      |      | 0-3  | 3-3  | 2-1  | 3-0  |      | 2-2  |      | 2-5  |      | –––– |

#### Record
- Maggior numero di vittorie:  Aarhus Fremad,  Hellerup e  Odder IGF 4
- Minor numero di vittorie:  Næsby 0
- Maggior numero di pareggi:  Greve 2
- Minor numero di pareggi:5 squadre 0
- Maggior numero di sconfitte:  Næsby 6
- Minor numero di sconfitte: 4 squadre 1
- Miglior attaccoː  Hellerup 17 gol fatti
- Peggior attacco: Lyseng 4 gol fatti
- Miglior difesa:  Aarhus Fremad 3 gol subiti
- Peggior difesa:  Næsby 17 gol subiti
- Miglior differenza reti:  Aarhus Fremad +8
- Peggior differenza reti: Lyseng -10